# Oh Kyung-soo
Pour les articles homonymes, voir Oh.
Oh Kyong-soo (né le 23 mars 1987) est un athlète sud-coréen, spécialiste du 100 m.
Son record est de 10 s 38 obtenu à Changwon le 20 juin 2012. Il détient le record national du relais 4 x 100 m en 38 s 74, obtenu à Jinhua en juillet 2014.